# Moira Harris

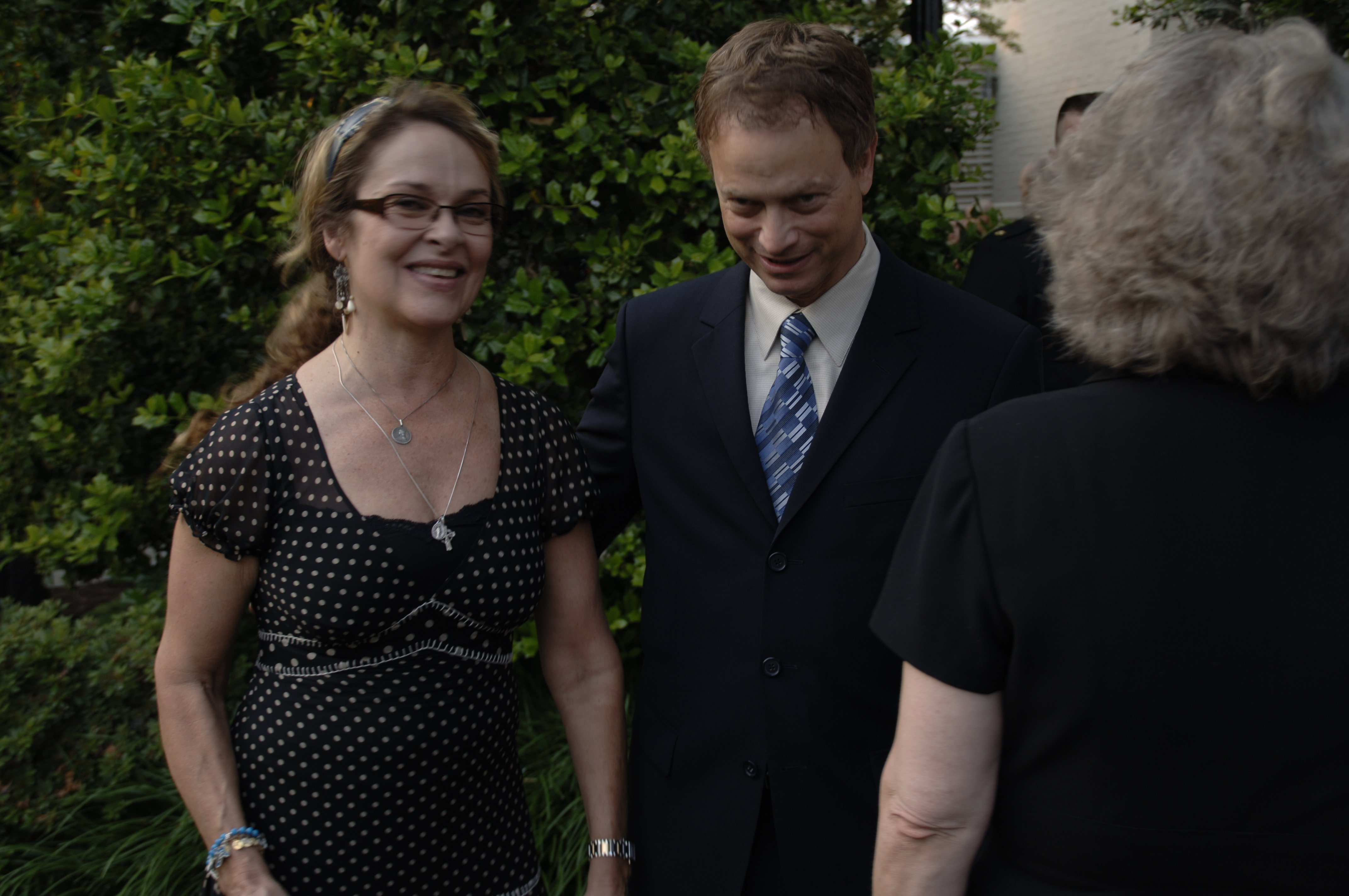
Moira Harris mit ihrem Ehemann Gary Sinise (2007)

Moira Jane Harris (auch bekannt als Moira Sinise; * 1954 in Pontiac, Illinois) ist eine US-amerikanische Schauspielerin.

## Leben
Sie studierte an der School of Theatre and Dance Illinois State University und schloss ihr Studium 1976 ab. Seit 1976 ist sie mit dem Schauspieler Gary Sinise liiert und trat früh der von Sinise mitgegründeten Steppenwolf Theatre Company bei. Ihren ersten Auftritt hatte sie dort in der Saison 1976/77 in dem Stück Die Unterrichtsstunde (The Lesson), einem Einakter von Eugène Ionesco. Bis Mitte der 1980er Jahre trat sie regelmäßig in Inszenierungen des Steppenwolf Theatre auf.
Seither war sie auch in Fernseh- und Filmproduktionen zu sehen. 1987 gewann sie einen Midwest Emmy Award für ihre Rolle in Murder in Green Meadows.
Seit 1981 ist sie mit Gary Sinise verheiratet. Das Paar hat drei Kinder. Ihr Sohn Mac starb im Januar 2024 im Alter von 33 Jahren an Krebs.

## Theaterrollen (Auswahl)
- 1976: The Lesson
- 1976: Look, We've Come Through
- 1976: The Loveliest Afternoon Of The Year
- 1977: Our Late Night
- 1977: Mack, Anything Goes Over the Rainbow
- 1978: The Fifth of July
- 1978: Philadelphia, Here I Come
- 1979: Exit The King
- 1981: Big Mother
- 1981: Waiting For The Parade
- 1983: A Moon For The Misbegotten
- 1983: The Miss Firecracker Contest
- 1985: Coyote Ugly
- 1986: Lydie Breeze
- 1986: Frank's Wild Years
- 1986: Bang
- 1986: Cat On A Hot Tin Roof
- 1987: Little Egypt
- 1989: The Homecoming
- 1990: Love Letters
- 1991: Curse Of The Starving Class
- 1993: Road to Nirvana
- 1998: The Playboy Of The Western World
- 2000: Cross-Town Traffic
- 2013: The Birthday Party

## Filmografie (Auswahl)
- 1986: Welcome Home, Bobby (Fernsehfilm)
- 1986: The Fantasist
- 1986: One More Saturday Night
- 1992: Von Mäusen und Menschen (Of Mice and Men)
- 1993: Der Preis der Lust (Fernsehfilm)
- 1995: Pecos Bill – Ein unglaubliches Abenteuer im Wilden Westen (Tall Tale)
- 1995: Das Geheimnis der drei Wünsche (Three Wishes)
- 1997: Breakdown
- 1997: Chicago Cab
- 2003: Terminator 3 – Rebellion der Maschinen (Terminator 3: Rise of the Machines)